# Salvia granitica
Salvia granitica là một loài thực vật có hoa trong họ Hoa môi. Loài này được Hochst. miêu tả khoa học đầu tiên năm 1845.